# ビビリア (小惑星)
ビビリア (144 Vibilia) は、小惑星帯の内側寄りに位置する比較的大くて暗い小惑星の一つ。ビビリア族という小規模な小惑星族の中では最も大きい。
1875年6月3日にアメリカ合衆国の天文学者、クリスチャン・H・F・ピーターズによりニューヨーク州クリントンで発見され、ローマ神話の女神ビビリアにちなんで命名された。
1993年と2001年の2度、掩蔽が観測された。